# AntRay

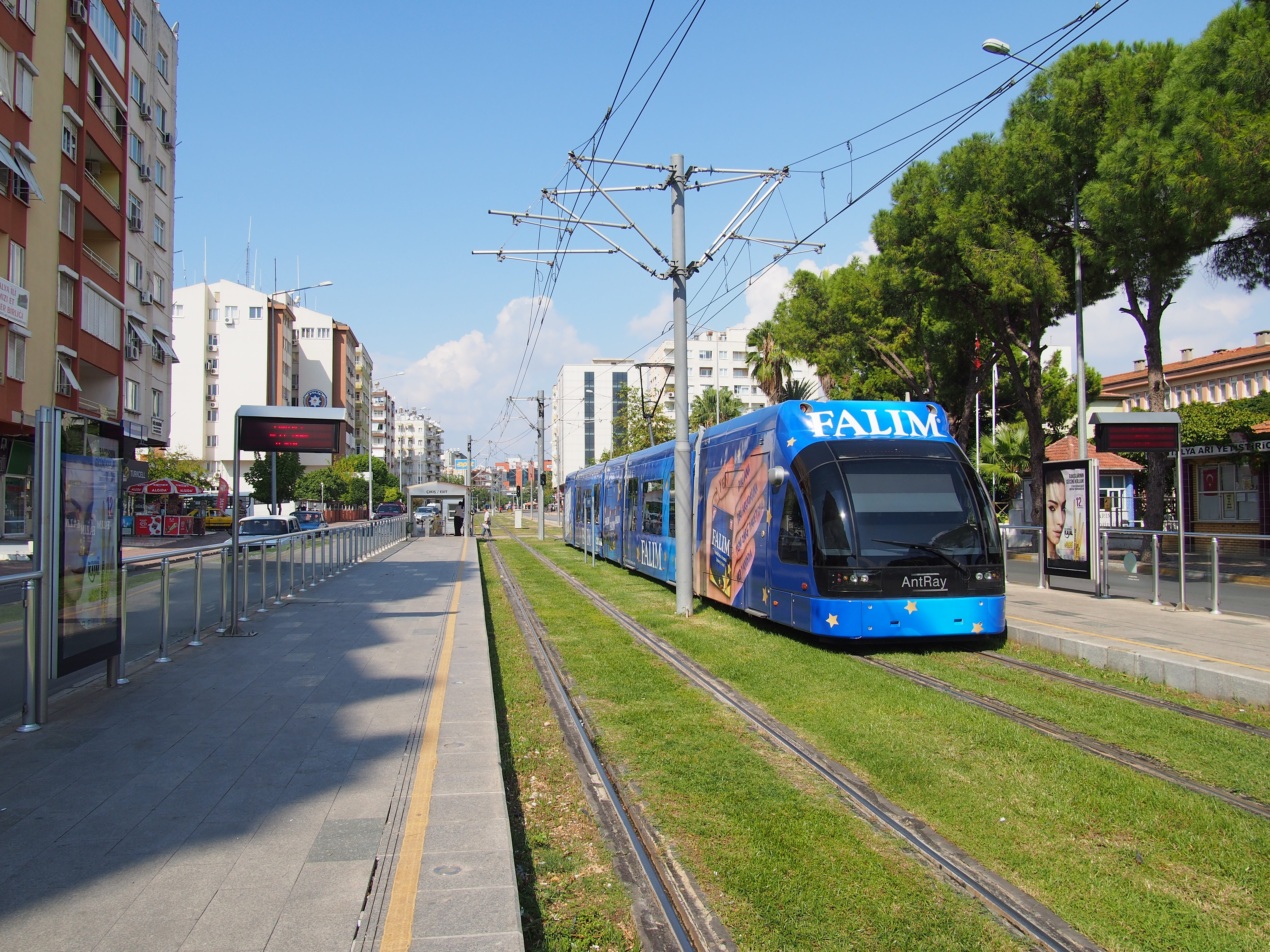
AntRay (скоростной трамвай), вагон марки CAF Urbos

AntRay (тур. AntRay от Antalya — Анталья и ray — рельс) — действующая сеть легкорельсового транспорта в городе Анталья, Турция. Открыта 28 декабря 2009 года. На октябрь 2020 года система имеет 49 остановок, 2 линии и 3 маршрута (на линии T1 действует два маршрута: T1A и T1B). Общая длина системы составляет 42,1 км.

## История
Открытие первого участка линии T1 (Fatih - Meydan) состоялось 28 декабря 2009 года. Линия длиной 11,1 км с 16 станциями (из них две подземные) связала центр Антальи с автовокзалом и северными районами города. Время в пути по всему маршруту — 34 минуты. За северной конечной Fatih было построено одноимённое депо для обслуживания трамваев. Список станций: Fatih - Kepezaltı - Ferrokrom - Vakıf Çiftliği - Otogar - Pil Fabrikası - Dokuma - Çallı - Emniyet - Sigorta - Şarampol - Muratpaşa - İsmetpaşa - Doğu Garajı - Burhanettin Onat - Meydan.
В 2015 году тендер Министерства транспорта и связи Турции на продление линии T1 до станции EXPO был присуждён группе Makyol. Планировалось, что строительство продлится 450 дней и будет завершено к декабрю 2016 года, но обкатка торжественно началась 23 апреля 2016 года, примерно за 300 дней до первоначального срока. Пассажирское движение началось 8 июня 2016 года (регулярное движение началось 14 июля). 15-километровое продление от Meydan до EXPO имеет 2-километровое ответвление в Аэропорт (Havalimanı). Всего на новом участке 13 остановок: Kışla - Topçular - Demokrasi - Cırnık - Altınova - Yenigöl - Sinan - Yonca Kavşak - (Havalimanı/Аэропорт) - Pınarlı ANFAŞ - Kurşunlu - Aksu - EXPO.
После появления ответвления в Аэропорт на линии T1 действует два маршрута: T1A и T1B. Первый идёт от остановки Fatih до Аэропорта (Havalimanı), второй — от остановки Fatih до EXPO.
11 августа 2019 года открыто регулярное пассажирское движение по первому участку линии T3 Varsak - Atatürk. За остановкой Varsak было построено одноимённое депо. 25 октября 2020 года линия T3 была продлена до остановки Müze (Музей).. Планируется соединить линию T3 с существующей линией ретро-трамвая T2, которая станет двухпутной. В общей сложности линия T3 будет иметь длину 25 км.

## Подвижной состав
К открытию системы в 2009 году было закуплено 14 5-секционных 100% низкопольных трамваев CAF Urbos 2. В августе 2015 года Hyundai EURotem (совместное предприятие южнокорейского Hyundai Rotem и турецкой компании Tüvasaş) выиграло заказ на 18 новых 5-секционных трамваев, необходимых из-за продления линии.
В августе 2019 года 6 из 14 трамваев CAF Urbos 2 было передано в депо Varsak для работы на линии T3.

## Линии AntRay
| Линия | Маршрут следования        | Дата открытия        | Длина (в км) | Количество станций | Депо   |
| ----- | ------------------------- | -------------------- | ------------ | ------------------ | ------ |
| T1    | Fatih – EXPO / Havalimanı | 28 декабря 2009 года | 30,1         | 29                 | Fatih  |
| T3    | Varsak – Müze             | 11 августа 2019 года | 12           | 20                 | Varsak |

## Оплата проезда
Проезд можно оплатить наличными в автоматах, расположенных на каждой станции трамвая, с помощью пластиковой проездной карты Antalyakart, или банковскими картами (кроме карт, выпущенных в РФ).